# Tatianus
Tatianus est un dignitaire de l'Empire romain d'Orient, actif au Ve siècle et qui occupe notamment la fonction d'éparque (préfet) de Constantinople sous Marcien (450-457).

## Biographie

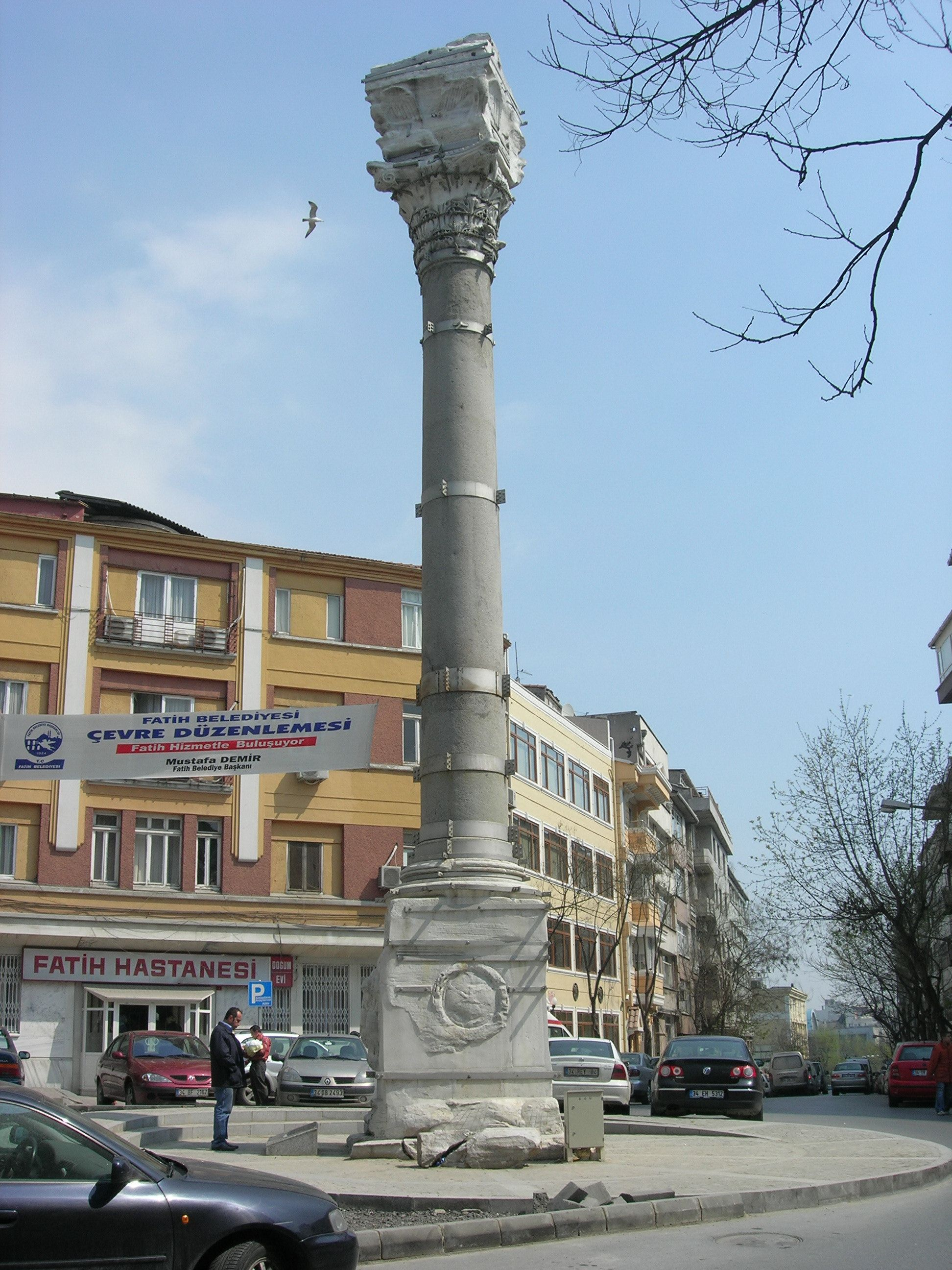
La colonne de Marcien photographiée à Istanbul, est érigée par Marcianus vers 450-452. Elle était originellement surmontée d'une statue de l'empereur.

Il est vraisemblablement né à la fin du IVe siècle en Anatolie et appartient à l'aristocratie. Il finit son éducation à Constantinople. Si le nom de son père nous est inconnu, son grand-père maternel se nomme aussi Tatianus qui a occupé l'importante fonction de préfet du prétoire d'Orient sous Théodose Ier. Il a un frère nommé Iulius ou Illus. En 422, il vit avec son frère en Lycie quand ils se trouvent sur le chemin de Marcien, alors officier dans l'armée impériale. Il se rend avec ses hommes sur la frontière orientale combattre les Sassanides mais il tombe malade et est recueilli par Iulius et Tatianus à Didymes. L'aidant à se soigner, ils lui auraient prédit une destinée impériale, rapportée notamment par Théophane le Confesseur. Le trouvant assoupi par terre, il aurait été protégé du soleil par l'ombre d'un aigle posé près de lui, avant de le réveiller. Un phénomène similaire se serait produit quelques années plus tard alors que Marcien est prisonnier des Vandales en Afrique. Avant 450, Tatianus est mentionné comme gouverneur de Carie où il restaure un monument en l'honneur de son grand-père à Aphrodisias.
En 450, Marcien devient empereur à la mort de Théodose II. Rapidement, Tatianus et son frère deviennent parmi ses plus loyaux partisans. Marcien nomme Illus comme préfet du prétoire d'Illyrie et Tatianus comme préfet de Constantinople. Entre 450 et 452, il fait ériger la colonne de Marcien en l'honneur du nouvel empereur, qui subsiste toujours à Istanbul et lui dédie une statue. Il assiste aussi à plusieurs sessions du concile de Chalcédoine réunit en 451 pour régler diverses controverses qui agitent alors le christianisme. S'il ne détient alors pas encore la dignité de patrice, il semble être nommé comme membre du Sénat byzantin en 450. 
La mort de Marcien en 457 n'interrompt pas sa carrière puisqu'il est envoyé comme ambassadeur auprès des Vandales par Léon Ier en 464, sans parvenir à obtenir d'accord particulier. Il est assez probable qu'il ait été nommé comme consul pour l'Occident vers 466 puisque son nom apparaît sur trois listes consulaires de l'Empire romain d'Occident mais plusieurs autres listes, notamment les Fastes consulaires, ne le mentionnent pas. Il aurait vraisembablement été nommé par l'empereur d'Orient et non celui d'Occident car le trône impérial est alors vacant. Selon Candidus Isaurus, il est possible qu'il ait été la victime de l'influence d'Aspar, un général barbare particulièrement important à la cour impériale et qui pourrait avoir obtenu sa disgrâce, avant d'être lui-même mis à l'écart par Léon. Dans tous les cas, Tatianus meurt très probablement aux alentours de 466.

## Sources
- (de) Christoph Begass, Die Senatsaristokratie des oströmischen Reiches, ca. 457-518, Munich, 2018 (ISBN 978-3-406-71632-4)
- (en) Martindale, Jones et Morris, The Prosopography of the Later Roman Empire- Volume II, AD 395–527, Cambridge University Press, 1980, 1342 p. (ISBN 978-0-521-20159-9, lire en ligne).
- Vincent Puech, Les élites de cour de Constantinople (450-610), Ausonius éditions, coll. « Scripta Antiqua 155 », 2022